# Magne Johansen
Pour les articles homonymes, voir Johansen.
Magne Johansen (né le 18 janvier 1965 à Trondheim, en Norvège) est un ancien sauteur à ski norvégien.

## Palmarès

### Jeux olympiques
| Épreuve / Édition | Albertville 1992 |
| Petit Tremplin    | 49e              |
| Grand Tremplin    | 18e              |

### Championnats du monde
| Épreuve / Édition | Lahti 1989 |
| Par Equipes       | Argent     |

### Championnats du monde de vol à ski
| Épreuve / Édition | Vikersund 1990 | Harrachov 1992 |
| Individuel        | 39e            | 13e            |

### Coupe du monde
- Meilleur classement final: 26e en 1992.
- Meilleur résultat: 4e.